# Julian und Basilissa

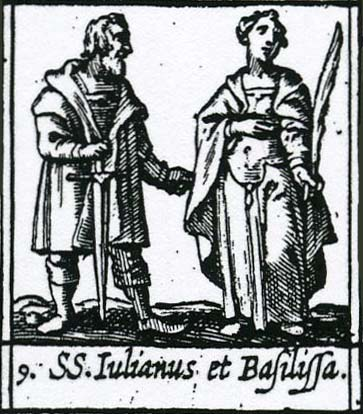
Hll. Julian und Basilissa (Holzschnitt, 1649)

Julian von Antinoë († um 304) und seine Frau Basilissa waren ein christliches ägyptisches Ehepaar, das sich der Krankenpflege widmete. Sie werden als Heilige verehrt.

## Legende
Julian und Basilissa, die vermutlich aus Antinoë stammten, wurden gegen ihren Willen von ihren Familien miteinander verheiratet; sie beschlossen jedoch, in strenger Enthaltsamkeit zu leben und sich als Wohltäter der christlichen Nächstenliebe zu widmen. Sie sammelten Mönche und Nonnen um sich und richteten in ihrem Haus ein Hospital für Kranke und Notleidende ein.
Anfang des 4. Jahrhunderts starb Basilissa. Kurze Zeit später, vermutlich um 304, wurde Julian während der Christenverfolgungen des Diokletian von einem Gouverneur namens Marcian gefangen genommen und zum Tode verurteilt. In Gefangenschaft bekehrte er Celsus, den Sohn Marcians, sowie dessen Mutter Marcanilla zum Christentum. Beide wurden zusammen mit Julian, einem Priester namens Antonius und einem weiteren Mann namens Anastasius sowie weiteren Personen hingerichtet. Sie werden als Heilige und Märtyrer verehrt.

## Verehrung

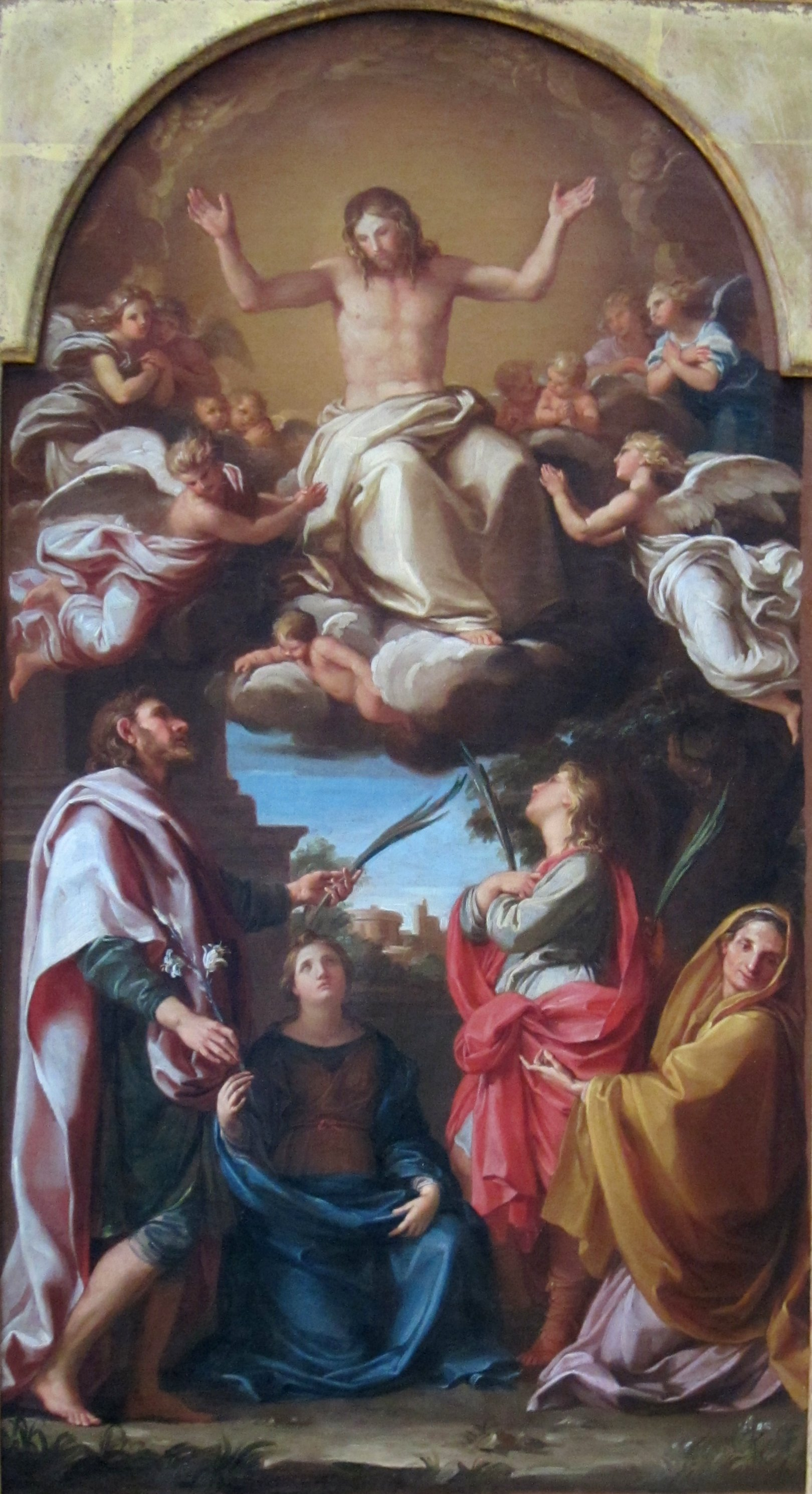
Pompeo Batoni: Christus mit den Heiligen Julian, Basilissa, Celsus und Marcionilla, um 1738. Los Angeles, Getty Museum

Schon bald nach ihrem Tod wurden Julian und Basilissa als Heilige verehrt; die frühe Verehrung ist bereits durch das Martyrologium Hieronymianum und den Calendario Marmoreo di Napoli belegt. Reliquien werden in den Kirchen Santa Maria Maggiore und Sankt Paul vor den Mauern in Rom und im Markusdom in Venedig aufbewahrt.
Das Attribut von Julian und Basilissa ist das brennende Götzenbild. Die Gedenktage sind sowohl der 9. (katholisch) als auch der 8. Januar (orthodox). Weitere Gedenktage sind je nach Quelle der 6. oder der 13. Januar, der 13. Februar oder auch der 21. Juni.

## Vermischung mit anderen Heiligen
Im Laufe der Zeit wurde Julian von Antinoë mit anderen Heiligen gleichen Namens gleichgesetzt bzw. die einzelnen Heiligenlegenden vermischt, besonders mit Julian von Tarsus und Julianus Hospitator, was dazu führt, dass Basilissas Ehemann auch fälschlich als Julian von Antiochia oder Julian der Gastfreundliche bezeichnet wird.

## Bauernregeln
Zum Heiligen Julian bestehen Bauernregeln, die wie folgt lauteten:
- „St. Julian bricht das Eis, oder er bringt’s mit von seiner Reis’.“
- „Sankt Julian bricht das Eis; bricht er es nicht, umarmt er es.“

## Kirchen
Vor allem im Südwesten Europas gibt es zahlreiche Kirchen mit dem gemeinsamen Patrozinium der beiden Heiligen (z. B. in Bozoó, Micieces de Ojeda, Rebolledo de la Torre, Horcajo de las Torres, alle in Spanien, oder in Bram, Terrats, Villemolaque, alle in Frankreich); aber auch Kirchen mit dem alleinigen Patrozinium des hl. Julian kommen vor.